# VPS13

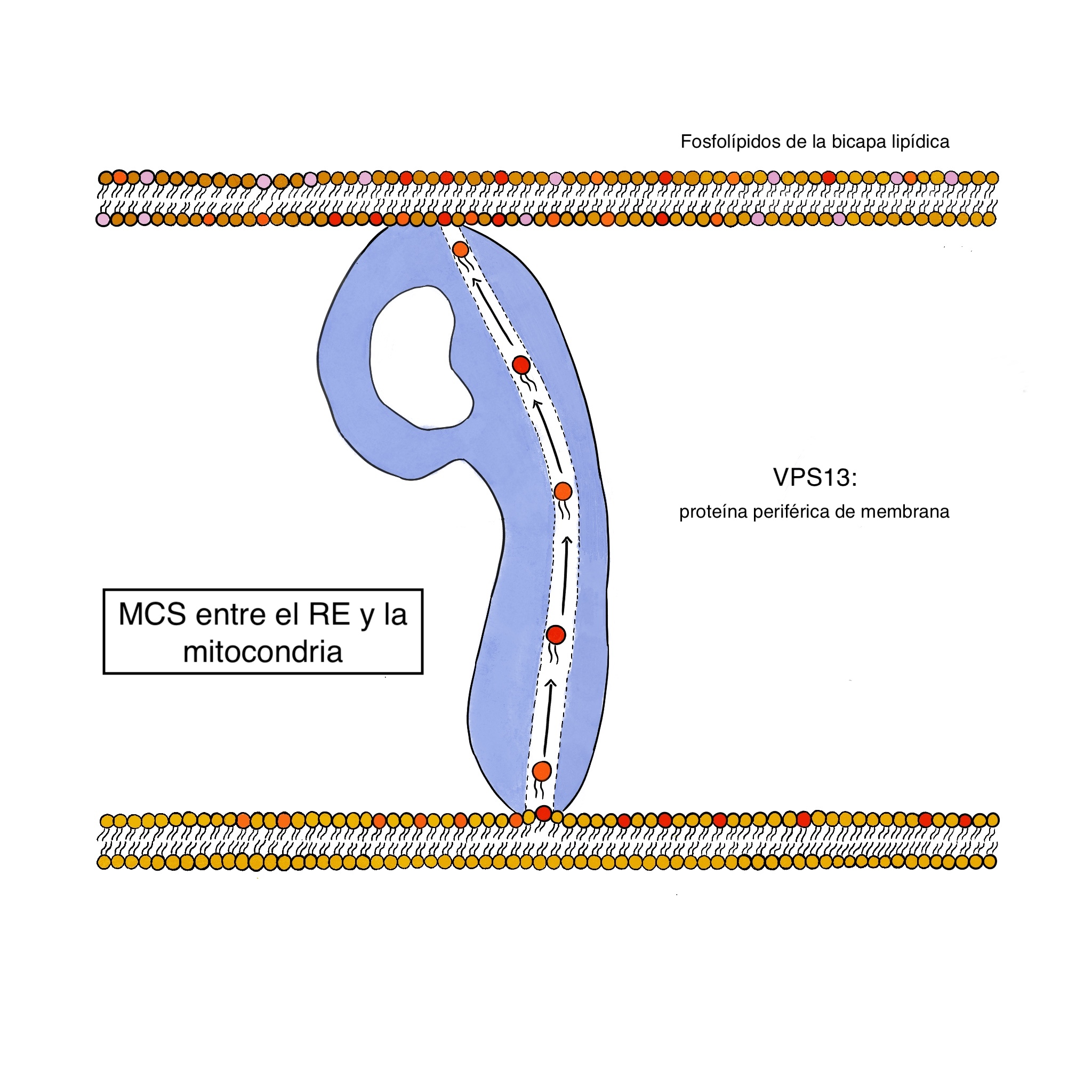
Transferencia intermembrana de lípidos y otras moléculas, provenientes de procesos metabólicos, mediante la proteína VPS13

VPS13 (Vacuolar protein sorting-associated protein 13) es una familia de proteínas de membrana periféricas de gran tamaño, localizadas en zonas de contacto de las membranas (MCS, del inglés: membrane contact sites), que participan activamente en un gran conjunto de procesos, de los cuales destaca el transporte de lípidos entre orgánulos.  
Las proteínas VPS13 están presentes en todos los organismos eucariotas. En concreto, en las células humanas se encuentran las proteínas homólogas VPS13A, VPS13B, VPS13C y VPS13D. Las mutaciones disfuncionales en cualquiera de ellas están estrechamente vinculadas con una serie de enfermedades neurodegenerativas graves, entre las que se incluyen la corea acantocitosis, el síndrome de Cohen, la enfermedad de Parkinson y la ataxia cerebelosa.

## Estructura
La estructura secundaria de las VPS13 consta de una sola lámina β de gran extensión y curvada unos 90° que forma una estructura de “canasta abierta”. Asociadas a esta se encuentran varias hélices α que ensamblan el "mango de la canasta". La superficie cóncava de la canasta se encuentra completamente revestida de residuos hidrofóbicos que se encargarán de solubilizar los lípidos. Su extensión le permite abarcar la totalidad del espacio citosólico entre los orgánulos.
Los estudios más recientes han identificado elementos en ambos extremos de estas proteínas que interactúan con los MCS, tanto directamente como a través de proteínas adaptadoras. Se ha encontrado que uno de los dominios de unión a los adaptadores es el VAB y se encuentra cerca del extremo C-terminal de todas las VPS13. Este dominio interactúa con un motivo Prolina-X-Prolina que está presente en las proteínas receptoras de los MCS.

## Localización celular
Las VPS13 son proteínas periféricas de membrana que se encuentran en diversas MCS. Esta localización es controlada mediante la unión de diferentes proteínas específicas de cada orgánulo, denominadas adaptadores, al dominio de unión del adaptador de las VPS13 (VAB domain, del inglés: VPS13 adaptor binding domain). Por ejemplo, la proteína YPT35 se une al dominio VAB de las VPS13 permitiendo así que estas sean reclutadas en las membranas de los endosomas y de las vacuolas, posibilitando de esta manera el intercambio entre dichos orgánulos; sin embargo, si la proteína MCP1 se une al dominio VAB, la proteína VPS13 se dirige a la mitocondria.
En los seres humanos, las proteínas VPS13A, C y D se localizan mayoritáriamente entre el retículo endoplasmático y otros orgánulos, entre los que se incluyen las zonas de contacto retículo endoplasmático-mitocondria, retículo endoplasmático-endosoma y retículo endoplasmático-cuerpos lipídicos. Por otra parte, es posible que la proteína VPS13B se localice primordialmente en zonas de contacto endosoma-endosoma.

## Mecanismos y funciones
Las proteínas VPS13 participan en el transporte de lípidos entre orgánulos gracias a las MCS; Un ejemplo es la actividad que desarrolla en la estructura ERMES, un complejo proteico que media el transporta lipídico que recorre desde el retículo endoplasmático hasta las mitocondrias (a través de vacuolas). Este transporte lipídico se da en forma de flujo de lípidos que pasan a través de módulos de transporte en forma de varillas que actúan como canales entre dos membranas y contienen un surco hidrófobo a lo largo del cual los lípidos se pueden deslizar.
Otra ruta en la que se ve implicada es la que incumbe al tráfico de la proteína carboxipeptidasa Y (CPY) a través del aparato de Golgi y de los endosomas hasta llegar finalmente a las vacuolas.
Por otro lado, esta familia de proteínas también está involucrada en la clasificación de proteínas vacuolares y en la retención de proteínas en el aparato de Golgi. En el caso de las VPS13 que se encuentran en las levaduras, participan además en la formación de la membrana de las esporas (que envuelven el núcleo haploide) durante el proceso de esporulación. También juegan un papel importante en la integración de la mitocondria y en el empaquetamiento del retículo endoplasmático en autofagosomas durante su autofagia.
Algunos artículos científicos proponen que las VPS13 podrían participar también en otros intercambios biomoleculares entre compartimentos.

## Clasificación

### VPS13A

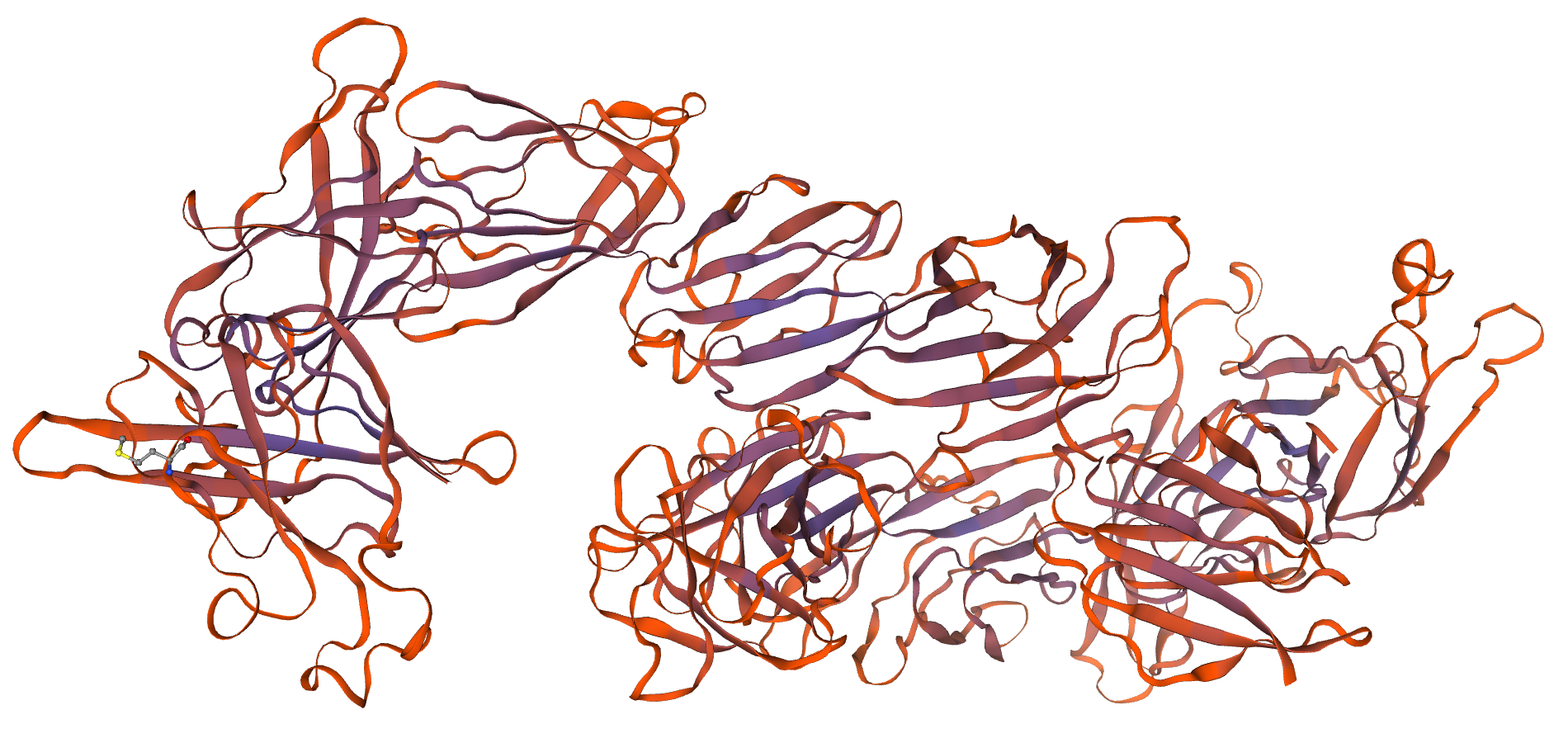
Estructura 3D de la proteína VPS13A

Está formada por 3.174 aminoácidos, tiene un peso molecular de 360.276 Da y es codificada por el gen VPS13A en los seres humanos.
Localización intracelular:
- Entre el retículo endoplasmático y la mitocondria: influye en la morfología mitocondrial mediada por su dominio C-terminal.
- Entre la mitocondria y el endosoma.

- Entre el retículo endoplasmático y los cuerpos lipídicos: afectación de la motilidad de los mismos.
- Entre el retículo endoplasmático y el aparato de Golgi.
- En las vesículas de secreción.

Contiene un dominio SHR-BD, uno de coreína N-terminal y un motivo FFAT. Este último interactúa con las proteínas VAP-A y VAP-B, localizadas en el retículo endoplasmático, fundamental para la formación o estabilización de contactos de membrana entre el retículo y compartimentos como las mitocondrias, cosa que permite la transferencia de lípidos entre los mismos.  Además, regula negativamente la motilidad y el tamaño de los adiposomas. Asimismo, se requiere para el proceso catabólico de proteínas lisosomales y regula los pasos del ciclo de las proteínas desde la red trans-Golgi hasta los endosomas, lisosomas y la membrana plasmática. 
En ausencia de la proteína, disminuyen los sitios de contacto entre el retículo endoplasmático y las mitocondrias. En consecuencia, estas se fragmentan y la mitofagia disminuye. A su vez, el número de adiposomas aumenta.
Está implicada en la aparición de corea acantocitosis y en la enfermedad de Cohen.

### VPS13B

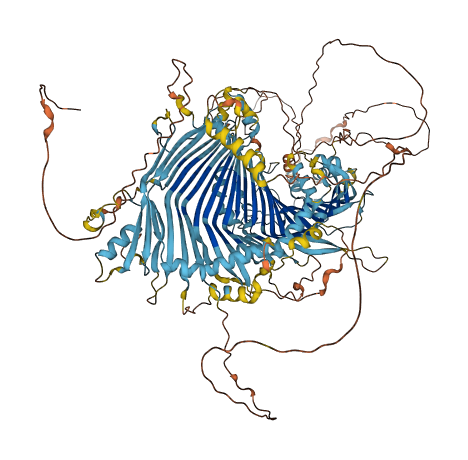
Estructura 3D de la proteína VPS13B

Está formada por 4.022 aminoácidos, con peso molecular de 448.664 Da y es codificada por el gen VPS13B en los seres humanos. Contiene un total de diez dominios transmembrana, siendo uno de ellos SHR-BD, y un complejo de diseños funcionales.  
Localización intracelular:
- Entre el retículo endoplasmático y el aparato de Golgi.
- En la membrana del endosoma primario, secundario y de reciclaje.
- En la vesícula citoplasmática, la vesícula secretora y el acrosoma.
- En el cis-Golgi network y trans-Golgi network.

Contiene un fosfo-FFAT pero su localización en el retículo endoplasmático aún no ha sido descubierta.
Es una proteína gigante participante en la clasificación y el transporte del aparato de Golgi. Está asociada al crecimiento normal y al desarrollo de las neuronas y de los adipócitos. Funciona como un factor de unión en la vía de reciclaje endocítica lenta con la finalidad de ayudar el transporte entre los endosomas primarios y los de reciclaje. A su misma vez, está asociada con el desarrollo de la función de los ojos, del sistema hematológico, del sistema nervioso central y con el almacenamiento y distribución de las grasas en el cuerpo humano.

### VPS13C

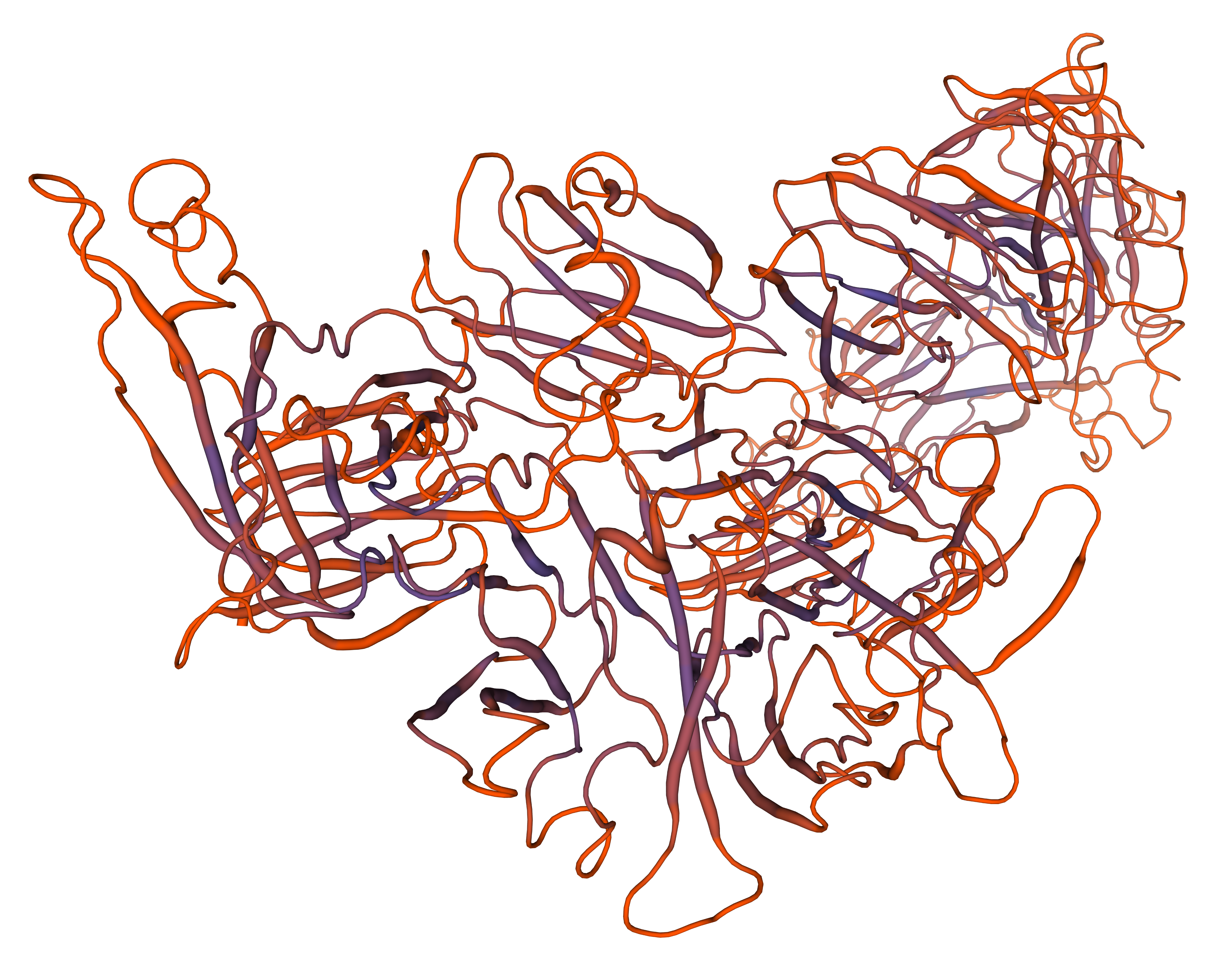
Estructura 3D de la proteína VPS13C

Está compuesta por 3.753 aminoácidos, con peso molecular de 422.390 Da y es codificada por el gen VPS13C. Está formada principalmente por residuos básicos, un dominio de coreína en su N-terminal, un dominio SHR-BD y un motivo FFAT. 
Localización intracelular: 
- Entre el retículo endoplasmático y el endosoma o lisosoma.
- Entre el retículo endoplasmático y el adiposoma.
- En el fagóforo del autofagosoma.

El motivo FFAT interactúa con las proteínas VAP-A y VAP-B, localizadas en el retículo endoplasmático, para la transferencia de lípidos intermembrana entre compartimentos a través del MCS.
Es fundamental para la correcta función de las mitocondrias y el mantenimiento del potencial de membrana mitocondrias. Además, participa en la regulación negativa de la estimulación de la mitofagia mediada por las proteínas PINK1 y PRKN en la respuesta a la despolarización mitocondrial.
Está implicada en la enfermedad de Parkinson 23.

### VPS13D

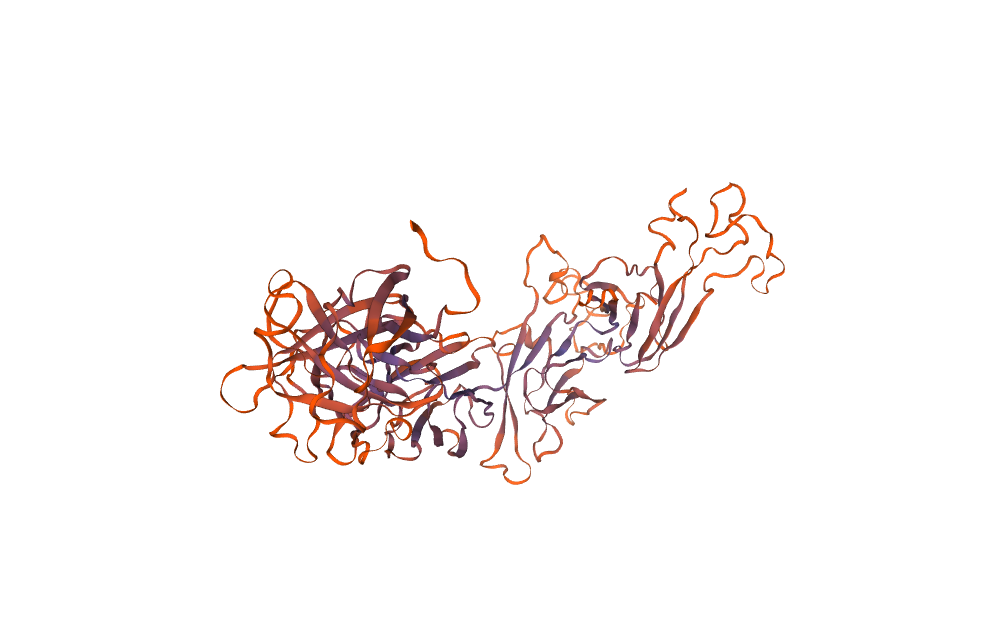
Estructura 3D de la proteína VPS13D

Está formada por 4.388 aminoácidos, tiene un peso molecular de 491.916 Da y es codificada por el gen VPS13D. 
Contiene residuos polares, básicos y ácidos, unos dominios SHR-BD y UBA y coreína en su N-terminal. También contiene un motivo fosfo-FFAT que le permite interactuar con las proteínas VAP, localizada en el retículo endoplasmático, siendo redirigida a este. Adopta una conformación de puente en forma de varilla con un surco hidrológico que le permite el transporte de lípidos de membrana para el crecimiento de la misma. 
Localización intracelular:
- Exosoma.
- Mitocondria.
- Aparato de Golgi.
- Peroxisomas.

Participa en la organización mitocondrial además de la regulación positiva de la mitofagia y la fisión mitocondrial.  
Está relacionada con la aparición de la ataxia espinocerebelosa autonómica recesiva 4.

## Enfermedades asociadas
Las mutaciones producidas en los genes que codifican las diferentes VPS13 homólogas en humanos están asociadas a la aparición de una serie de trastornos de neurodesarrollo o enfermedades neurodegenerativas, entre las que se encuentran la corea acantocitosis, el síndrome de Cohen, la enfermedad de Parkinson y la ataxia cerebelosa. El transporte defectuoso de lípidos o la ausencia de este en un MCS específico debido a la localización errónea de un homólogo de VPS13 se ha propuesto como una explicación de los diversos trastornos neurológicos resultantes del incorrecto funcionamiento de las proteínas VPS13. 
Las mutaciones en el gen codificante de la proteína VPS13A dan lugar a una rara enfermedad hereditaria: la corea acantocitosis, un trastorno caracterizado por la aparición de corea en la edad adulta, neurodegeneración progresiva y morfología anormal de los eritrocitos (acantocitosis). 
Las mutaciones en VPS13B causan el síndrome de Cohen, un trastorno caracterizado por el retraso psicomotor no progresivo, microcefalia y rasgos faciales característicos, entre otras cosas. Las modificaciones en esta proteína también se han relacionado con autismo y otros trastornos neurológicos. 
Las mutaciones de VPS13C se asocian a una forma de Párkinson de aparición temprana caracterizada por una progresión rápida y grave de la enfermedad. 
Una variación genética en el gen codificante de VPS13D contribuye a la mortalidad por choque séptico.
Estudios genéticos también han revelado que los defectos en la expresión y estructura de estas proteínas también guardan relación con la aparición de otro tipo de enfermedades, como el cáncer o la diabetes. 